# Otar Korkija
Otar Korkija russisk: 'Отар Михайлович Коркия tr. Otar Mikhajlovitj Korkija (født 10. maj 1923 i Kutaisi, død 15. marts 2005 i Tbilisi) var en sovjetisk (georgisk) basketballspiller, som deltog i OL 1952 i Helsinki.

## Basketballkarriere
Korkija spillede for klubben Dynamo i Tbilisi.
Han var med til OL i 1952 i Helsinki, hvor han med Sovjetunionen var med til at vinde den indledende pulje, mens de i gruppen i anden runde blev besejret af USA, men stadig blev nummer to. De spillede derfor semifinale, som de vandt snævert over Uruguay, og dermed var de i finalen. Her stod de igen over for USA, og her havde Sovjetunionen held til at holde scoren nede, men USA var i den sidste ende bedst og sejrede med cifrene 36-25. Korkia spillede alle otte kampe og scorede 138 point, flest af alle ved legene.
Han blev derudover europamester i basketball tre gange med Sovjetunionen: 1947, 1951 og 1953 og vandt EM-bronze i 1955.

## Familie
Hans nevø, Mikheil Korkia, var også basketballspiller for Sovjetunionen og var med til at vinde OL-guld i 1972 i München.

## OL-medaljer
- 1952  Helsinki –  Sølv i basketball  URS